# Claude Gensac
Claude-Jeanne Malca Gensac (ur. 1 marca 1927 w Acy-en-Multien,  zm. 27 grudnia 2016 w Paryżu) – francuska aktorka filmowa i teatralna.

## Życiorys
Początkowo grała tylko w teatrze. Z filmem związała się na dobre dopiero w połowie lat 60. XX wieku, jednak jej debiutem był obraz Sachy Guitry’ego pt. Życie uczciwego człowieka (1952). To właśnie na planie tego filmu po raz pierwszy spotkała Louisa de Funèsa.

## Wybrana filmografia
- Życie uczciwego człowieka (1952) jako Evelyne, pokojówka
- Królewna Śnieżka i siedmiu krasnoludków (1962) jako Zła Królowa / Wiedźma (głos, francuski dubbing)
- Pamiętnik kobiety w bieli (1965) jako pani Viralleau
- Sułtani (1966) jako Marcelle, modelka
- Wielkie wakacje (1967) jako Isabelle Bosquier
- Oskar (1967) jako Germaine Barnier
- Żandarm się żeni (1968) jako Josépha Lefrançois
- Hibernatus (1969) jako Edmée de Tartas
- Żandarm na emeryturze (1970) jako Josépha Cruchot
- Bal u hrabiego d’Orgel (1970) jako panna d’Orgel
- Jo (1971) jako Sylvie Brisebard
- Skrzydełko czy nóżka (1976) jako Marguerite (pierwsza), sekretarka Duchemina
- Skąpiec (1980) jako Frosine
- Kapuśniaczek (1981) jako Amélie Poulangeard
- Żandarm i policjantki (1982) jako Josépha Cruchot
- Saint-Tropez (1996–2008; serial TV) jako ciotka Clarisse (gościnnie)
- Przepowiednia z Awinionu (2007; serial TV) jako Odette Esperanza
- Przesyłka ekspresowa (2010) jako Holenderka
- 22 kule (2010) jako pani Fontarosa
- Bettie wyrusza w drogę (2013) jako Annie, matka Bettie
- Prawda o Lulu (2013) jako Marthe
- Baden Baden (2016) jako babcia

W 2015, za rolę w filmie Prawda o Lulu (2013), otrzymała nominację do nagrody Cezara dla najlepszej aktorki drugoplanowej. Jest najstarszą w historii aktorką nominowaną w tej kategorii.

## Życie prywatne
Claude Gansac była dwukrotnie zamężna. Oba małżeństwa zakończyły się rozwodem. Jej pierwszym mężem był aktor Pierre Mondy (1951–1955), a drugim kierowca rajdowy Henri Chemin (1958–1977). Miała syna Frédérica Chemin i dwie córki, André Gensac i Rose Brayer.